# Ilhas Gossler
Ilhas Gossler (64° 42′ S, 64° 22′ O), também conhecidas como Gosslerinsel, são um grupo de ilhas de tendência norte-sul de 3 milhas náuticas (6 km) em extensão, a 1,5 milhas náuticas (3 km) a oeste de Cabo Mônaco, Ilha Anvers, no arquipélago Palmer. Eles foram descobertos e nomeados por uma expedição alemã sob Eduard Dallmann, 1873-1874, em homenagem à família bancária Gossler de Hamburgo. A expedição foi financiada pela companhia de navegação Deutsche Polar-Schifffahrtsgesellschaft, que era de propriedade de Ernst Gossler (1838–1893), neto do senador Johann Heinrich Gossler e bisneto de Johann Hinrich Gossler.